# Bactrocera pendleburyi
Bactrocera pendleburyi är en tvåvingeart som först beskrevs av Perkins 1938.  Bactrocera pendleburyi ingår i släktet Bactrocera och familjen borrflugor. Inga underarter finns listade.